# 明伦短期大学
明伦短期大学（日语：／ Meirin Tankidaigaku *），简称明伦短大（めいりんたんだい），是一所位于日本新潟縣新潟市西区的私立短期大学。

## 概要

### 简介
- 源流成立于1953年[1]、短期大学成立于1997年[1]。经营的基础是学校法人明伦学园。

### 历史
- 1997年 短期大学成立含牙科护士学科[注 1]和牙科技师学科[注 2][1]。
- 1999年 专科生体技工专攻、保健语言听觉学专攻[注 3]、医疗卫生专攻成立[1]。
- 2006年 今年牙科护士学科[注 1]入学生的修业年限变更从二年到三年。专科医疗卫生专攻停止招生[1]。
- 2009年 口腔保健卫生学专攻成立[1]。

## 学校环境
- 校区：位於新潟縣新潟市西区。

## 历任校长
- 内田安信：第一代短期大学校长[1]
- 下河边宏功：第二代短期大学校长：2003年-[1]
- 花田晃治：第三代短期大学校长：2007年-[1]

## 组织

### 学科
- 牙科护士学科[注 1]
- 牙科技师学科[注 2]

### 专科
| - 生体技工专攻 - 保健语言听觉学专攻 - 医疗卫生专攻 - 口腔保健卫生学专攻 |

#### 业余课程
| - 没有 |

### 附属机关
| - 附属牙科診療所 - 附属图书馆 |

## 相关链接
- 日本短期大学列表